# Хронологія світових рекордів з легкоатлетичного п'ятиборства серед жінок (коротка доріжка)
Світові рекорди з п'ятиборства у приміщенні серед жінок визнаються Світовою легкою атлетикою з-поміж результатів, показаних легкоатлетками в приміщенні, за умови дотримання встановлених вимог.
Світові рекорди з жіночого п'ятиборства у приміщенні фіксуються з 1990.

## Хронологія рекордів
| Час                                   | Атлетка            | Місто         | Дата       | Примітки          |
| ------------------------------------- | ------------------ | ------------- | ---------- | ----------------- |
| 4215                                  | Оділь Лесаж        | Ножан-сюр-Уаз | 11.02.1990 |                   |
| 4726                                  | Лільяна Нестасе    | Бухарест      | 26.01.1992 |                   |
| 4991                                  | Ірина Бєлова       | Берлін        | 15.02.1992 |                   |
| 5013                                  | Наталія Добринська | Стамбул       | 19.02.2012 | [ 1 ]             |
| 5055                                  | Нафіссату Тіам     | Стамбул       | 03.03.2023 | [ 2 ] [ 3 ] [ 4 ] |
| 2 роки, 21 день від дати встановлення |                    |               |            |                   |